# Yalennis Castillová
Yalennis Castillová-Ramírezová, (* 21. května 1986 Moa, Kuba) je reprezentantka Kuby v judu. Je majitelkou stříbrné olympijské medaile z roku 2008.

## Sportovní kariéra
S judem začala v dětství v rodném městě. V 16 letech se přesunula do Havany, kde se připravovala v tréninkovém centru ESPA. V začátcích své seniorské sportovní kariéry musela kvůli Yurisel Labordeové hubnout do střední váhy.
V roce 2008 měla startovat na olympijských hrách v Pekingu ve střední váze, ale čáru přes rozpočet udělala trenéru Veitíovi první dáma polotěžké váhy Labordová (rozhodla se během panamarického mistrovství v Miami zůstat v USA). Veitíovi nezbývalo než do polotěžké váhy poslat jí a tento krok se nakonec ukázal jako velmi dobrý. V Pekingu se dostala až do finále, kde svedla vyrovnaný souboj s Číňankou Jang Siou-li. Vítěze nakonec museli určit rozhodčí praporky (hantei) a ti výjimečně nezvolí za vítěze domácího reprezentanta. Získala stříbrnou olympijskou medaili.
Po olympijských hrách v Pekingu se ještě v témže roce při mistrovství světa týmu zranila a záhy podrobila operaci menisku. Na tatami se vrátila až v roce 2010 a v kombinaci s novými pravidly juda (zákaz útoku na nohy soupeře) nedosahovala kvalitních umístění. Výsledkem bylo nedostatek bodů pro kvalifikaci na olympijské hry v Londýně. V roce 2013 si vzala mateřskou pauzu, kdy se jí narodila dcera Camilla. Je vdaná za baseballového hráče Franka-Camila Morejóna.

## Výsledky
| Turnaj                  | 2004         | 2005         | 2006         | 2007         | 2008           | 2009           | 2010           | 2011           | 2012           | 2013           | 2014           | 2015           |
| Turnaj                  | 18           | 19           | 20           | 21           | 22             | 23             | 24             | 25             | 26             | 27             | 28             | 29             |
| Turnaj                  | střední váha | střední váha | střední váha | střední váha | polotěžká váha | polotěžká váha | polotěžká váha | polotěžká váha | polotěžká váha | polotěžká váha | polotěžká váha | polotěžká váha |
| ----------------------- | ------------ | ------------ | ------------ | ------------ | -------------- | -------------- | -------------- | -------------- | -------------- | -------------- | -------------- | -------------- |
| Olympijské hry          | —            |              |              |              | 2.             |                |                |                | —              |                |                |                |
| Mistrovství světa       |              | úč.          |              | 7.           |                | —              | úč.            | úč.            |                | —              | 7.             |                |
| Panamerické hry         |              |              |              | —            |                |                |                | 3.             |                |                |                |                |
| Panamerické mistrovství | 3.           | —            | 1.           | —            | 2.             | —              | 2.             | 3.             | 2.             | —              | 1.             | 3.             |